# Siettitia
Siettitia is een geslacht van kevers uit de familie  waterroofkevers (Dytiscidae).
Het geslacht is voor het eerst wetenschappelijk beschreven in 1904 door Abeille de Perrin.

## Soorten
Het geslacht omvat de volgende soorten:
- Siettitia avenionensis Guignot, 1925
- Siettitia balsetensis Abeille de Perrin, 1904